# Premna serratifolia
Premna serratifolia är en kransblommig växtart som beskrevs av Carl von Linné. Premna serratifolia ingår i släktet Premna och familjen kransblommiga växter. Inga underarter finns listade i Catalogue of Life.

## Bildgalleri

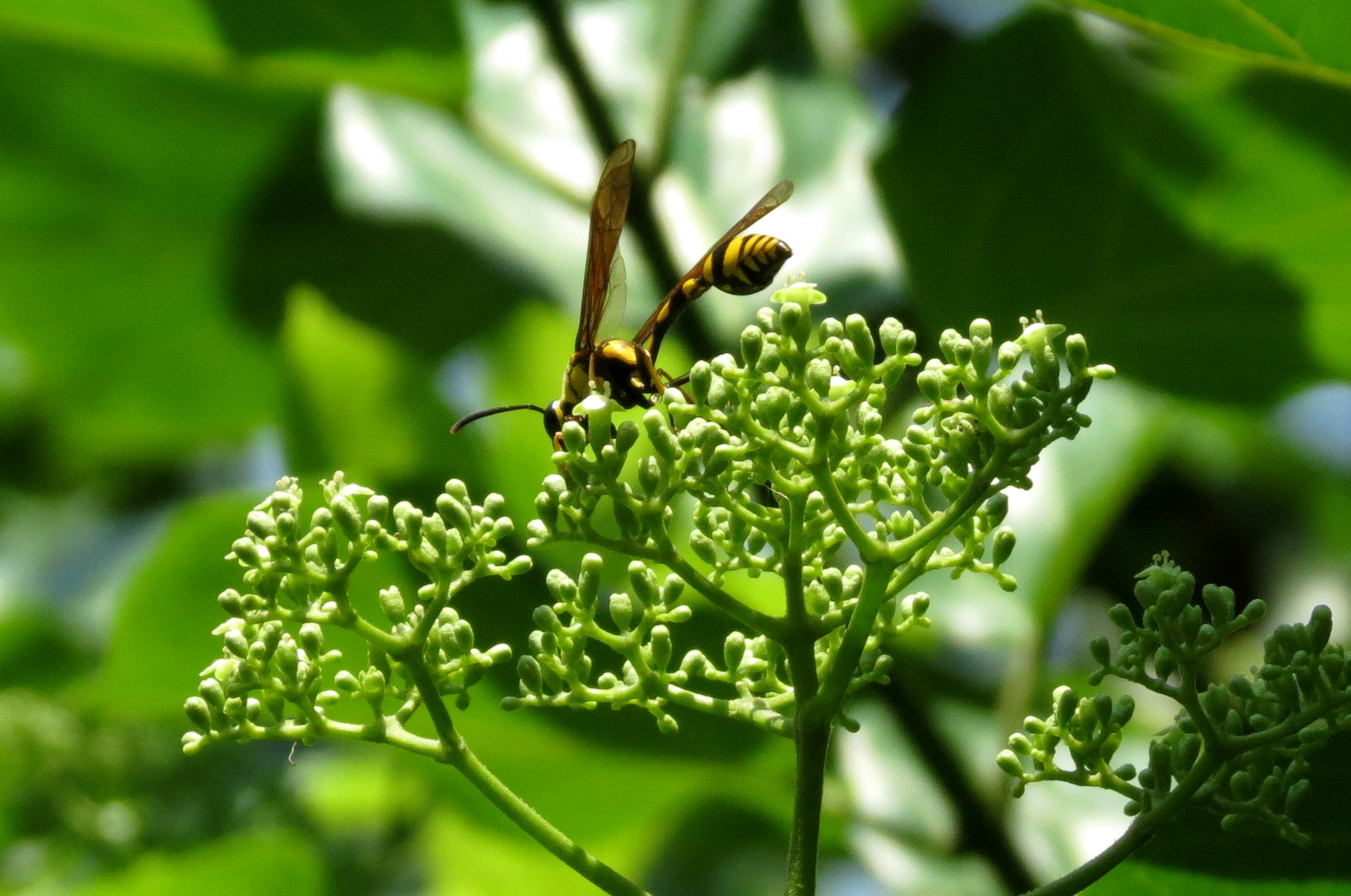
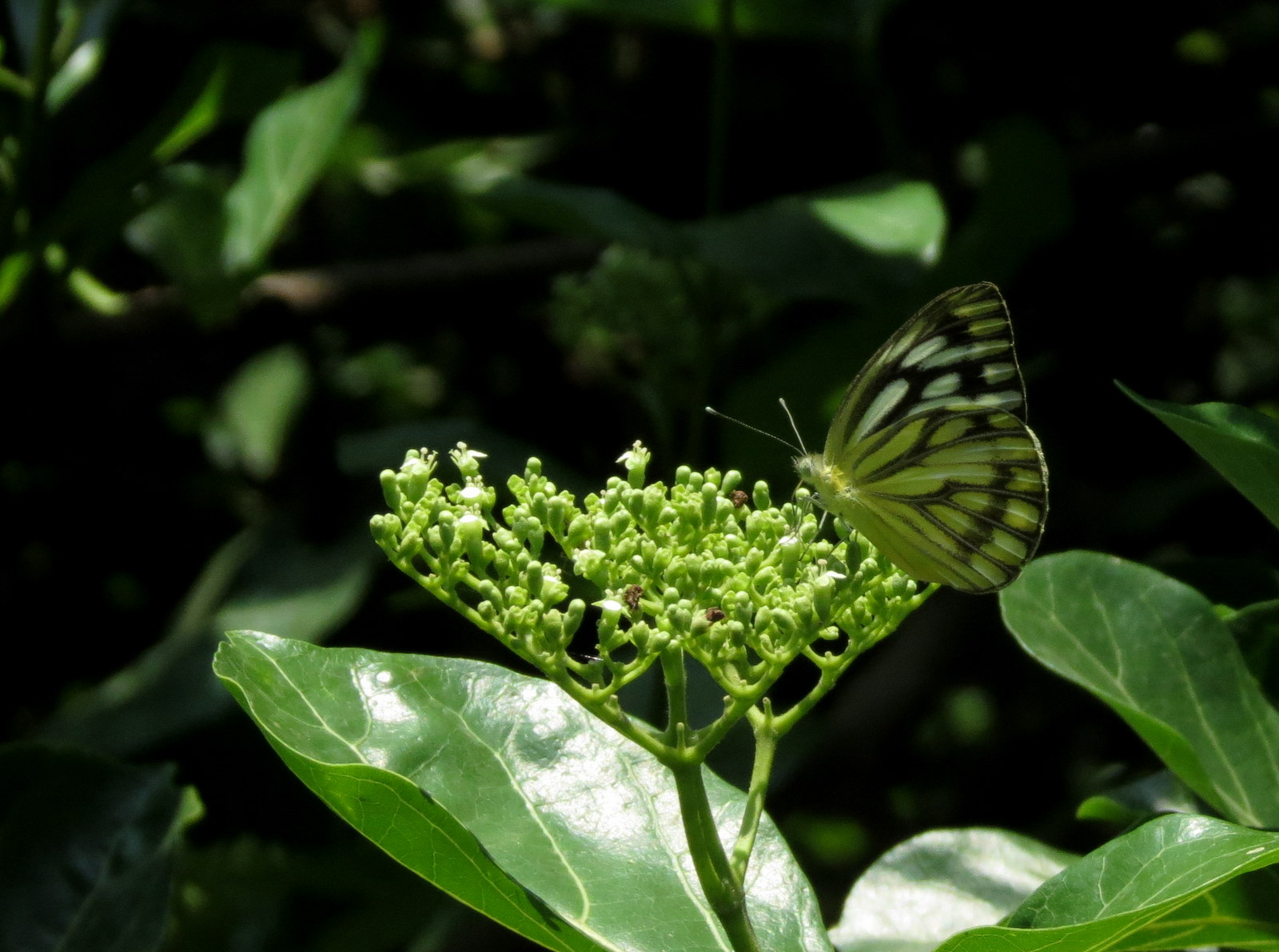
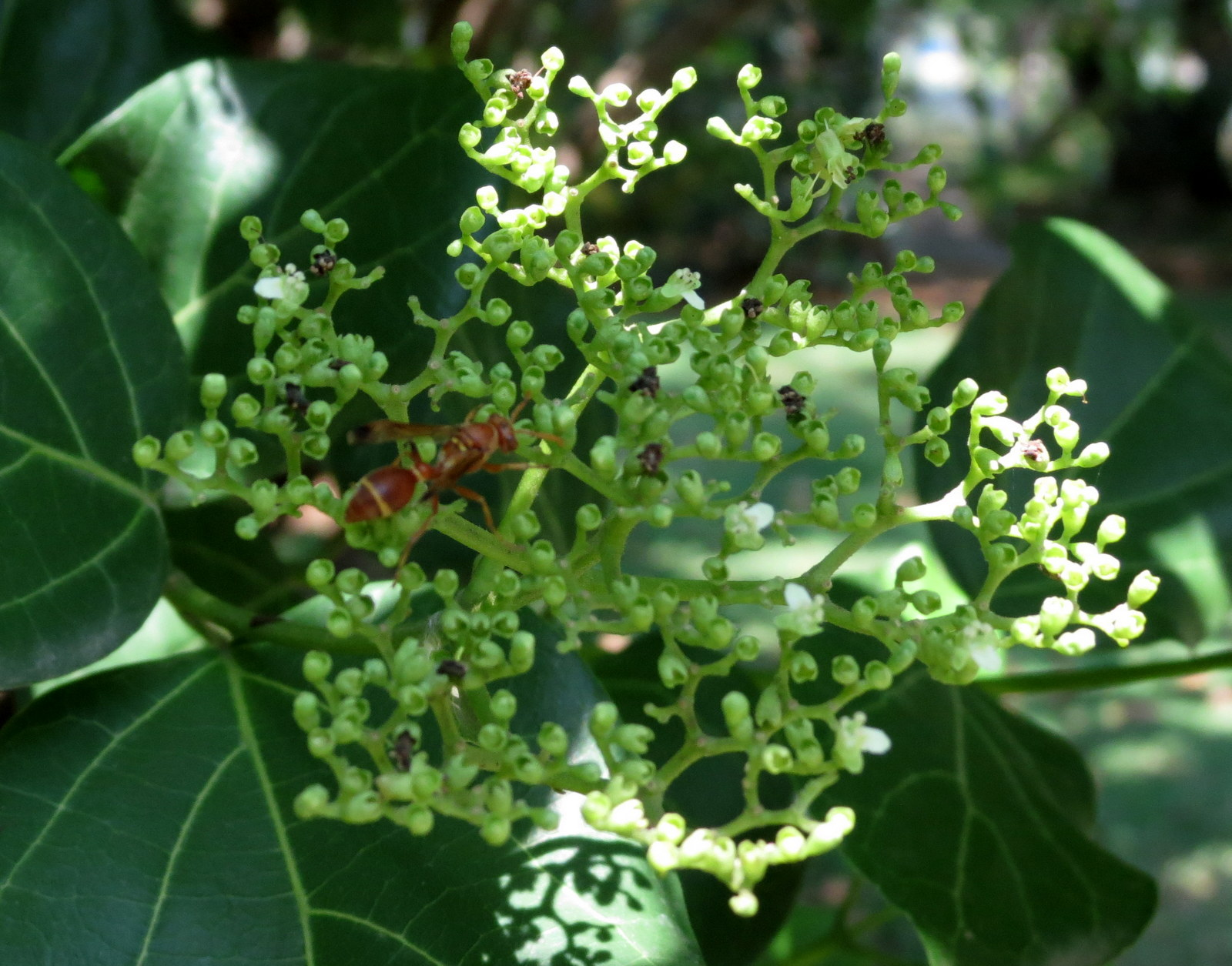
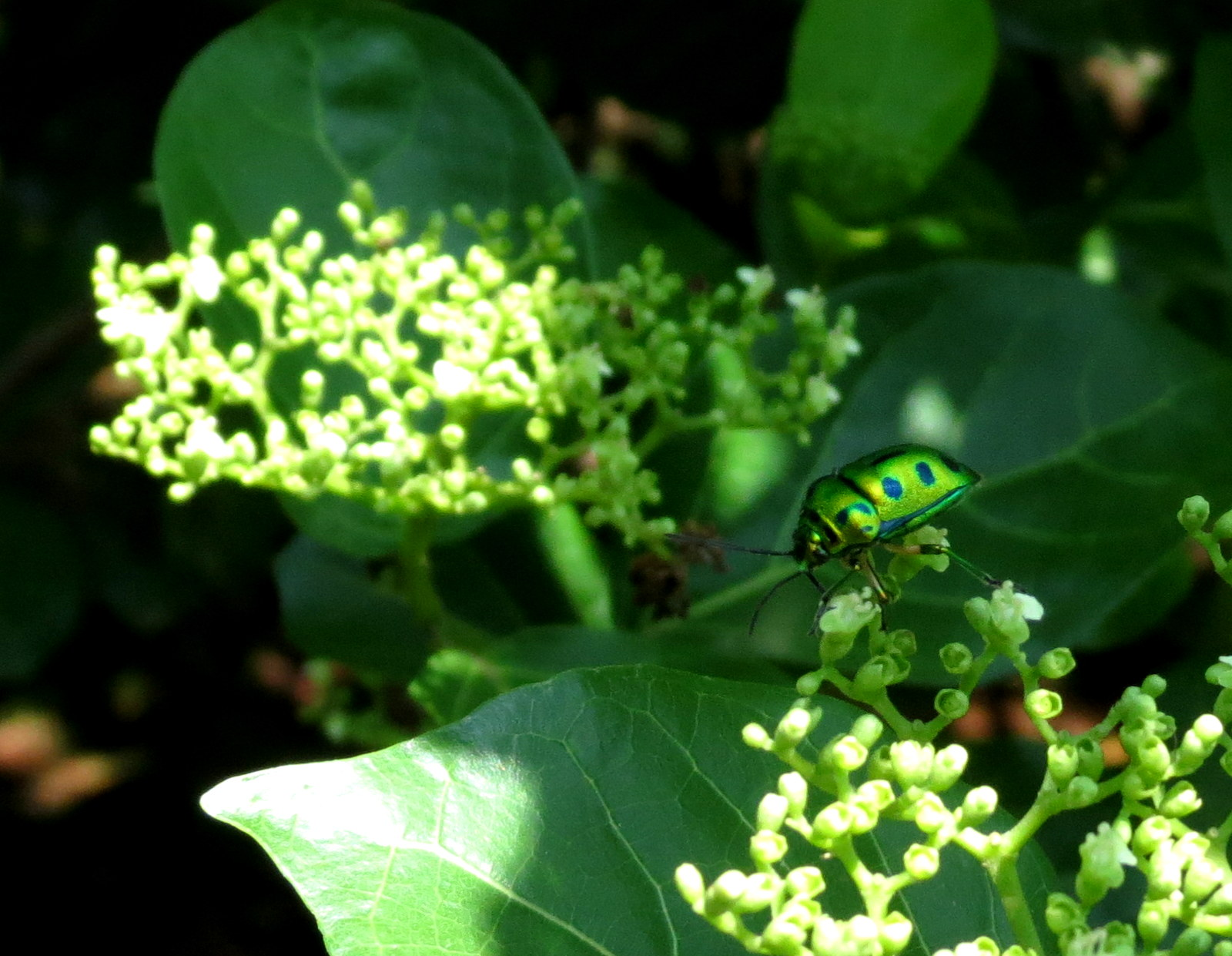
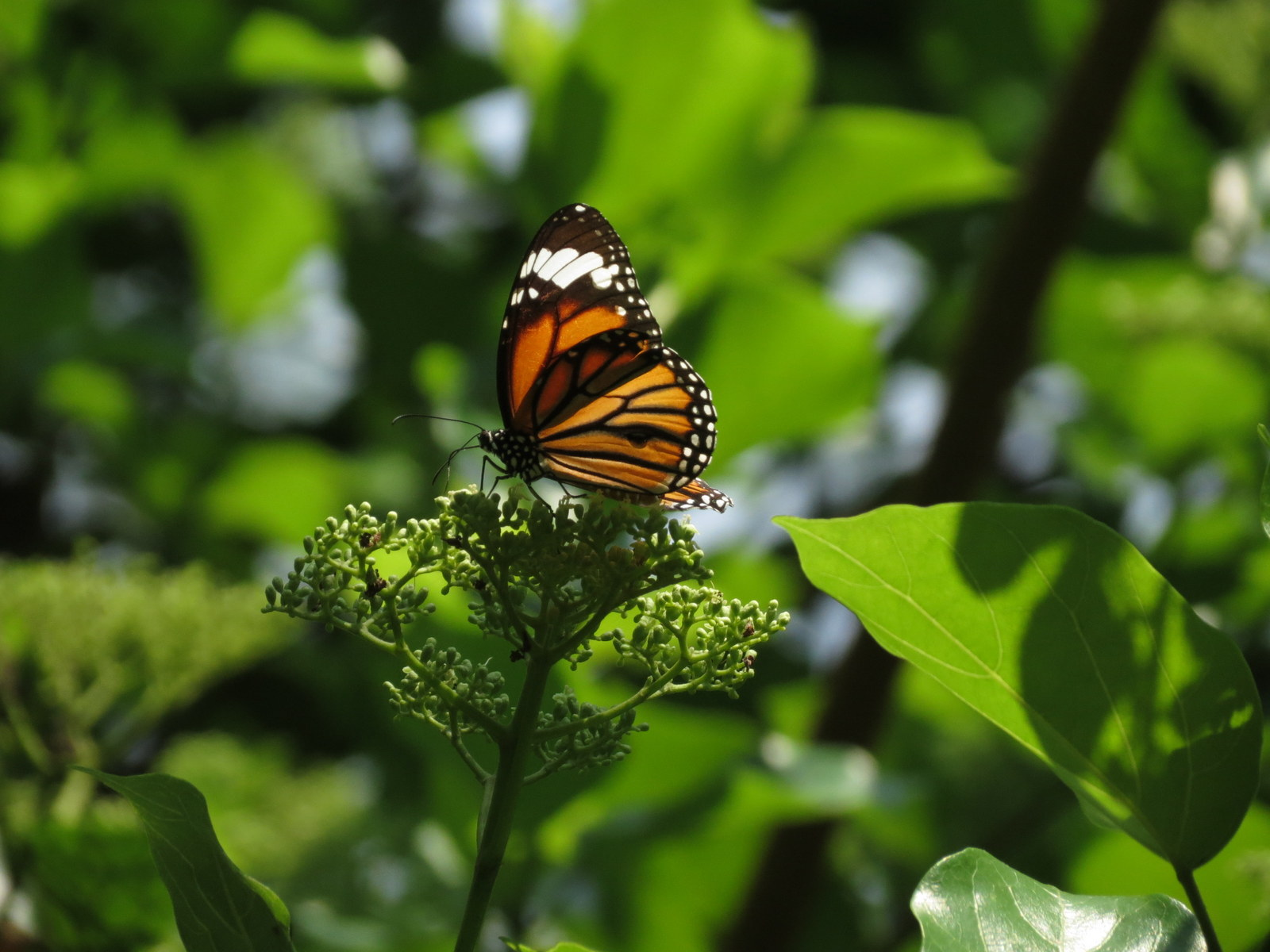
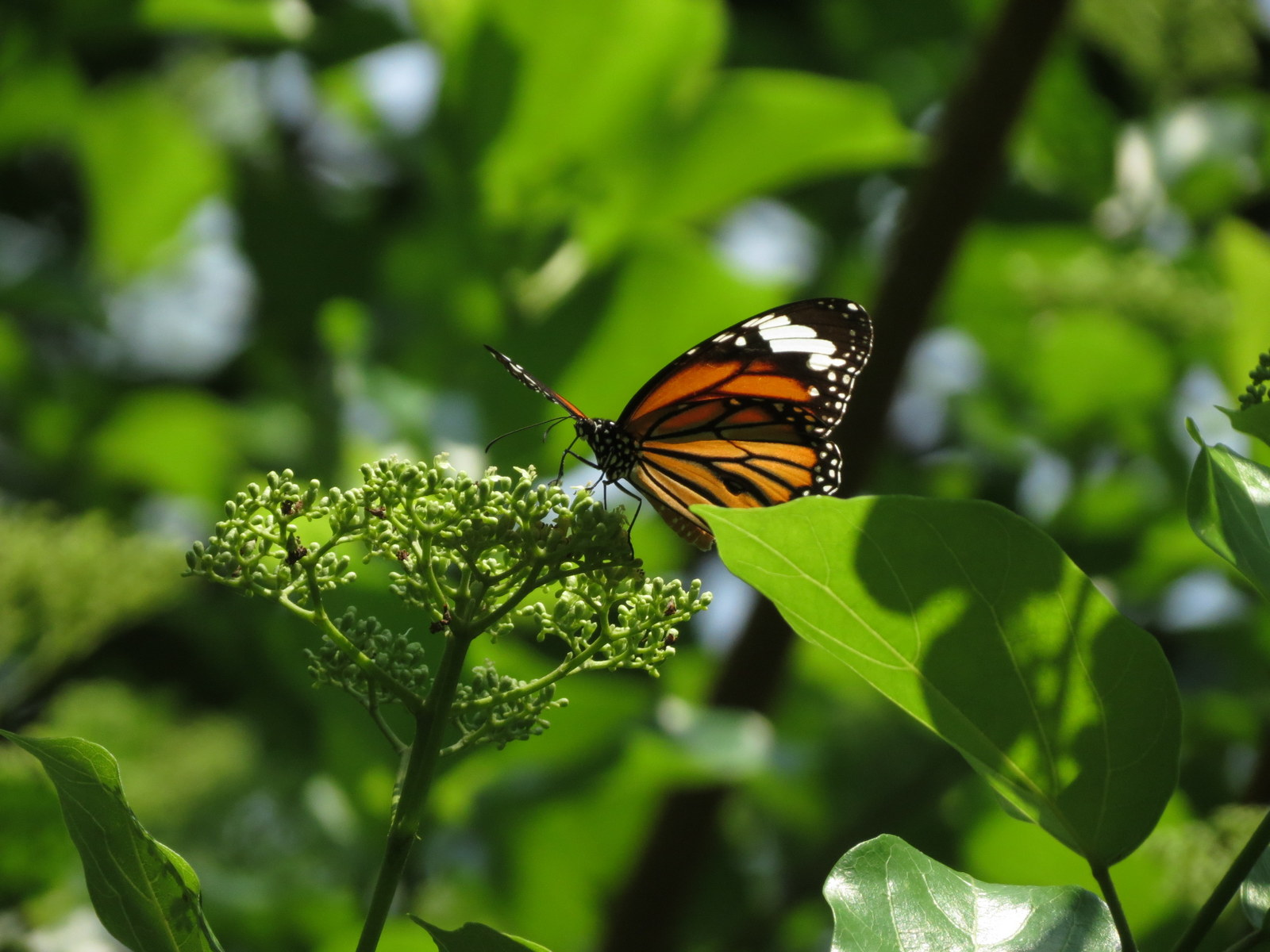